# Pseudocalanus acuspes
Pseudocalanus acuspes är en kräftdjursart som först beskrevs av Giesbrecht 1881.  Pseudocalanus acuspes ingår i släktet Pseudocalanus och familjen Clausocalanidae. Det är osäkert om arten förekommer i Sverige. Inga underarter finns listade i Catalogue of Life.